# Giovanni Ancillotto
Giovanni Ancillotto (becenevén: Gianinno, San Donà di Piave, 1896. november 15. – Caravaggio (Lombardia), 1924. október 18.) híres olasz vadászpilóta volt. Szolgálata során 11 igazolt légi győzelmet szerzett; őrnaggyá léptették elő. Az első világháborúban a 77. Vadászrepülő Osztag és a 80. Vadászrepülő Osztag pilótájaként szerzett légi győzelmeket. 1924-ben hunyt el autóbalesetben.

## Élete

### Katonai szolgálata
Ancillotto nagy valószínűséggel 1916 végén, 1917 elején került az olasz légierőhöz. Az alapkiképzés elvégzése és a pilótaigazolvány megszerzése után több repülőszázadnál is szolgált, azonban csak akkor szerzett győzelmet, mikor a 80. osztaghoz osztották. Első légi győzelmét duplázva szerezte meg 1917. október 26-án, a harmadikat rá egy napra 27-én. Majd a negyediket november 3-án. Ezután áthelyezték a 80. Vadászrepülő Osztagba, ahol 1917 novemberétől 1918 októberéig további hét légi győzelmet szerzett. Köztük több Hansa-Brandenburg C.I-est és 3 légi ballont lőtt le. A háborút végül 11 légi győzelemmel zárta.

### Légi győzelmei
| Sorszám | Dátum               | Beosztási hely | Ellenfél              | Egyéb                         |
| ------- | ------------------- | -------------- | --------------------- | ----------------------------- |
| 1       | 1917. október 26.   | 80ª            | Hidroplán             | Alvaro Leonardival megosztva. |
| 2       | 1917. október 26.   | 80ª            | Ismeretlen            | -                             |
| 3       | 1917. október 27.   | 80ª            | Ismeretlen            | -                             |
| 4       | 1917. november 3.   | 80ª            | Ismeretlen            | -                             |
| 5       | 1917. november 30.  | 80ª            | Légi ballon           | -                             |
| 6       | 1917. december 3.   | 77ª            | Légi ballon           | -                             |
| 7       | 1917. december 5.   | 77ª            | Légi ballon           | -                             |
| 8       | 1918. július 22.    | 77ª            | Hansa-Brandenburg C.I | -                             |
| 9       | 1918. július 24.    | 77ª            | Hansa-Brandenburg C.I | -                             |
| 10      | 1918. augusztus 21. | 77ª            | Ismeretlen            | -                             |
| 11      | 1918. október 27.   | 77ª            | Pfalz D.III           | -                             |